# Ganspoort
De Ganspoort is een voormalige voorpoort die bij de Nederlandse stad Utrecht stond. Hij bevond zich in de late middeleeuwen in de stadsvrijheid en fungeerde als buitentoegang tot het zuidelijke gerecht Tolsteeg. Vanaf de stad was dit gerecht bereikbaar via de Tolsteegpoort(en).